# دونالد دبلیو. استوارت
دونالد دبلیو. استوارت (به انگلیسی: Donald Wilbur Stewart) سناتور سابق عضو حزب دموکرات ایالات متحده آمریکا بود. وی در سال ۱۹۷۸ تا ۱۹۸۱ میلادی سناتور ایالت آلاباما در سنای ایالات متحده آمریکا بود.